# 莫尔日上吕西
莫尔日上吕西（法語：Lussy-sur-Morges）是瑞士联邦西部法语区的沃州下设的一个镇。在行政上属于莫尔日区管辖。莫尔日上吕西的总面积为2.34平方公里。截至2010年底，总人口为585。